# Кубок Меридиана
Ку́бок Меридиа́на (англ. UEFA-CAF Meridian Cup) — ныне не существующий футбольный турнир, который проводился в рамках программы сотрудничества между УЕФА и КАФ. Участие в турнире принимали сборная Европы и сборная Африки, которые состояли из лучших молодых игроков до 18 лет.

## Формат
Турнир проводился с 1997 по 2007 год раз в два сезона. До 2005 года в турнире участвовало восемь команд. С 1997 по 1999 год турнир проходил по классической системе для двух групп по четыре команды. Пара сильнейших из каждой группы затем определяла победителя в плей-офф. В 2001 году формат турнира претерпел изменения. Европейские сборные по разу играли с африканскими, стараясь набрать побольше очков. По сумме баллов определялась федерация-победитель. В 2007 году трофей разыгрывался в двух матчах между сборными двух континентов.

## Победители
| Год  | Страна проведения | Победители     | Финалисты      | Счёт |
| ---- | ----------------- | -------------- | -------------- | ---- |
| 1997 | Португалия        | Нигерия (КАФ)  | Испания (УЕФА) | 3:2  |
| 1999 | ЮАР               | Испания (УЕФА) | Гана (КАФ)     | 2:1  |

| Год  | Страна проведения | Победитель     | 2-е место        | 3-е место         |
| ---- | ----------------- | -------------- | ---------------- | ----------------- |
| 2001 | Италия            | Испания (УЕФА) | Италия (УЕФА)    | Португалия (УЕФА) |
| 2003 | Египет            | Испания (УЕФА) | Швейцария (УЕФА) | Франция (УЕФА)    |
| 2005 | Турция            | Франция (УЕФА) | Турция (УЕФА)    | Испания (УЕФА)    |

| Год  | Страна проведения | Победитель | Финалист | 1-й матч | 2-й матч | Общий счёт |
| ---- | ----------------- | ---------- | -------- | -------- | -------- | ---------- |
| 2007 | Испания           | (УЕФА)     | (КАФ)    | 6:1      | 4:0      | 10:1       |